# Chaturaji
|    | |    |    |    |    |    |    |
|    | \| \| \| \| \| \| \| \| \| \| \| \| \| \| \| \| \| \| \| \| \| \| \| \| \| \| \| \| \| \| \| \| \| \| \| \| \| \| \| \| \| \| \| \| \| \| \| \| \| \| \| \| \| \| \| \| \| \| \| \| \| \| \| \| \| \| \| \| \| \| \| \| |    |    |    |    |    |    |
|    | |    |    |    |    |    |    |
| a8 | b8 | c8 | d8 | e8 | f8 | g8 | h8 |
| a7 | b7 | c7 | d7 | e7 | f7 | g7 | h7 |
| a6 | b6 | c6 | d6 | e6 | f6 | g6 | h6 |
| a5 | b5 | c5 | d5 | e5 | f5 | g5 | h5 |
| a4 | b4 | c4 | d4 | e4 | f4 | g4 | h4 |
| a3 | b3 | c3 | d3 | e3 | f3 | g3 | h3 |
| a2 | b2 | c2 | d2 | e2 | f2 | g2 | h2 |
| a1 | b1 | c1 | d1 | e1 | f1 | g1 | h1 |

| a8 | b8 | c8 | d8 | e8 | f8 | g8 | h8 |
| a7 | b7 | c7 | d7 | e7 | f7 | g7 | h7 |
| a6 | b6 | c6 | d6 | e6 | f6 | g6 | h6 |
| a5 | b5 | c5 | d5 | e5 | f5 | g5 | h5 |
| a4 | b4 | c4 | d4 | e4 | f4 | g4 | h4 |
| a3 | b3 | c3 | d3 | e3 | f3 | g3 | h3 |
| a2 | b2 | c2 | d2 | e2 | f2 | g2 | h2 |
| a1 | b1 | c1 | d1 | e1 | f1 | g1 | h1 |

El Chaturaji (cuyo significado es "cuatro reyes", y también se conoce como "Choupat", [ca:upa:ʈ]) es una versión del chaturanga para cuatro jugadores. La primera noticia que se tiene de la misma aparece en el libro India de Biruni alrededor del año 1030. Originariamente era un juego de azar: los dados decidían qué piezas habrían de moverse. Una variante sin dados del juego se practicaba en la India a finales del siglo XIX. 

## Debates sobre el origen del Chaturaji
El Capitán Cox y el profesor Duncan Forbes plantearon una teoría (llamada teoría Cox-Forbes), según la cual el chaturaji era el predecesor de chaturanga y en consecuencia el ancestro del ajedrez moderno. Así según esta versión, al comienzo el Chaturanga habría sido jugado por cuatro jugadores, enfrentándose entre parejas, con 4 ejércitos de diferentes colores (rojo, blanco, amarillo y negro); y cada ejército con 8 piezas por cada jugador. Así, posteriormente se habría producido la fusión de ambos ejércitos (piezas) aliados, para ser jugado por dos jugadores. 
Sin embargo, en contra del origen del Chaturanga como versión de 4 jugadores, se indica que aunque el árabe al-Adli escribió en el año 840 comentarios sobre el ajedrez hindú, nunca mencionó que se utilizaban cuatro reyes en el tablero. Igualmente el historiador Harold James Murray autor de A History of Chess afirma que el juego de cuatro reyes surgió de una variación del juego de dos reyes; siendo en la actualidad rechazado que el Chaturaji sea el origen del conocido Chaturanga.

## El juego
Este juego se jugó por cientos de años en la India; mediante un tablero de escaques rojos y verdes que conformaban 64 casillas, cuatro jugadores libraban una batalla determinando sus movimientos por el azar que dictaban los dados que se tiraban, lo que permitía que un jugador aprendiz pudiese ganarle a un jugador avanzado; la inteligencia no era el único partícipe de este juego.
Una particularidad interesante en este juego es que si un rey ocupa la casilla originaria del rey aliado, toma el mando de ambas fuerzas.
La victoria pertenecía a quien matara a los reyes contrarios. Mientras otros indican que el objetivo del juego no era dar jaque mate al rey, sino eliminar todas las fuerzas de uno de los oponentes.

## Reglas
El rey, la torre (llamada elefante) y el  caballo mueven como en ajedrez. El peón también mueve como en ajedrez, pero no tiene la opción del movimiento doble inicial. También las reglas para la promoción son diferentes. 
En este juego, el alfil se llama barco. Mueve en diagonal, saltando una casilla (véase el diagrama con el movimiento del alfil en Shatranj). Cuando el barco mueve de modo que se forma un cuadrado de 2x2 casillas llenas de barcos, captura los tres barcos de los otros jugadores (véase el diagrama).
|    | |    |    |    |    |    |    |
|    | \| \| \| \| \| \| \| \| \| \| \| \| \| \| \| \| \| \| \| \| \| \| \| \| \| \| \| \| \| \| \| \| \| \| \| \| \| \| \| \| \| \| \| \| \| \| \| \| \| \| \| \| \| \| \| \| \| \| \| \| \| \| \| \| \| \| \| \| \| \| \| \| |    |    |    |    |    |    |
|    | |    |    |    |    |    |    |
| a8 | b8 | c8 | d8 | e8 | f8 | g8 | h8 |
| a7 | b7 | c7 | d7 | e7 | f7 | g7 | h7 |
| a6 | b6 | c6 | d6 | e6 | f6 | g6 | h6 |
| a5 | b5 | c5 | d5 | e5 | f5 | g5 | h5 |
| a4 | b4 | c4 | d4 | e4 | f4 | g4 | h4 |
| a3 | b3 | c3 | d3 | e3 | f3 | g3 | h3 |
| a2 | b2 | c2 | d2 | e2 | f2 | g2 | h2 |
| a1 | b1 | c1 | d1 | e1 | f1 | g1 | h1 |

| a8 | b8 | c8 | d8 | e8 | f8 | g8 | h8 |
| a7 | b7 | c7 | d7 | e7 | f7 | g7 | h7 |
| a6 | b6 | c6 | d6 | e6 | f6 | g6 | h6 |
| a5 | b5 | c5 | d5 | e5 | f5 | g5 | h5 |
| a4 | b4 | c4 | d4 | e4 | f4 | g4 | h4 |
| a3 | b3 | c3 | d3 | e3 | f3 | g3 | h3 |
| a2 | b2 | c2 | d2 | e2 | f2 | g2 | h2 |
| a1 | b1 | c1 | d1 | e1 | f1 | g1 | h1 |

Cada turno se lanzan dos dados. Normalmente se utilizaban dados oblongos de cuatro caras, aunque es posible hacerlo con dados cúbicos. La pieza a mover la determinaba el dado (los dados de cuatro caras, no tenían ni 1 ni 6):
- 1 o 5 - peón o rey
- 2 - barco
- 3 - caballo
- 4 o 6 - elefante

Cada turno se podían hacer dos jugadas, una por cada dado. Se podía mover la misma o diferentes piezas y el jugador podía "pasar" de hacer uno de sus dos movimientos si así lo deseaba.
Como se mencionó anteriormente, no hay jaque ni jaque mate.  El rey se puede capturar como cualquier otra pieza.  El objetivo del juego es ganar tantos puntos como sea posible. Los puntos se obtienen capturando las piezas de los oponentes, de acuerdo con la siguiente escala:
- peón - 1
- barco - 2
- caballo - 3
- elefante - 4
- rey - 5.

Quien captura los 3 reyes adversarios obtiene 54 puntos si el suyo permanece en el tablero. 54 es el valor de la suma de puntos de todas las piezas de tres ejércitos.
Según las reglas del juego en el "citado Purana", que Vyasa da al príncipe Indix, el juego tenía otras reglas más complicadas, como:
- Si un Rajá (rey) puede ocupar sucesivamente los tronos de los tres Príncipes, obtiene la victoria, llamada chaturaji; y la apuesta es doblada si mata al último de los tres poco antes de tomar posesión de un trono; pero si lo mata en su propio trono, la apuesta es cuadruplicada.

- Cuando un jugador tiene su propio Rajá en el tablero y el de su aliado ha sido capturado, puede reemplazar a su cautivo compañero si logra tomar los dos Rajás contrarios, y si no alcanza este objetivo, puede cambiar su Rajá por uno de ellos y redimir al aliado que se pondrá en su lugar.

- Cuando un Rajá se ha situado en la casilla de otro Rajá, esta ventaja se llama shinhasana y es doblada si mata a su adversario al tomar su plaza, y si puede sentarse en el trono de su aliado, toma el mando de todo el ejército.

- Si un Peón puede llegar a una de las casillas del extremo opuesto del tablero, exceptuado la del Rajá y la del Barco, asume las facultades pertenecientes a aquella casilla esta promoción se llama shatpada o de seis pasos.

- Tanto si gana el shinhasana como el chaturaji, el Rajá debe estar sostenido por los Elefantes y todas las piezas reunidas.

- No puede haber victoria ni derrota si se deja al Rajá en la llanura sin ninguna fuerza, situación que se llama cacacashta.

- Si se encuentran tres Barcos reunidos y el cuarto puede alcanzar el ángulo restante encima de ellos, se llama urihnnanca, y el cuarto toma los otros tres.

En la actualidad algunos jugadores juegan el Chaturaji con las reglas  que son conocidas, pero obviando el uso de dados.